# زمین‌لرزه ۲۰۰۵ فوکوئوکا
زمین‌لرزه فوکوئوکا  در تاریخ ۲۰ مارس ۲۰۰۵ میلادی، برابر با ‎۳۰ اسفند ۱۳۸۳، ساعت ۱:۵۳:۴۱ به زمان یوتی‌سی در ژاپن، منطقه فوکوئوکا رخ داد. ژرفای این زلزله ۸٫۵ کیلومتر بود، و بزرگی آن ۶٫۶ در مقیاس Mw اعلام شده‌است. زمین‌لرزه به وقت محلی در روز یکشنبه، ساعت ۱۰ روی داده و منطقه زمانی آن یوتی‌سی +۹ بوده‌است .
سازمان زمین‌شناسی آمریکا نیز رومرکز این زمین‌لرزه را در مختصات ۳۳°۴۸′۲۵″شمالی ۱۳۰°۰۷′۵۲″شرقی / ۳۳٫۸۰۷°شمالی ۱۳۰٫۱۳۱°شرقی و ژرفای آن را در ۱۰ کیلومتر گزارش کرده‌است. بزرگی برگزیدهٔ این سازمان از میان بزرگی‌های محاسبه‌شدهٔ مختلف ۶٫۶ در مقیاس Mw بوده و از دید اثر، در میان چهار دسته‌بندی «نامحسوس»، «محسوس»، «زیان‌آور» یا «با تلفات»، زلزله را «با تلفات» اعلام کرده‌است.۶۵ ساختمان در زمین‌لرزه خراب شده‌است.رانش زمین در آن به وجود آمده‌است.
پروژهٔ «تنسور گشتاور مرکزوار» زاویه‌های (راستا، شیب، ریک) گسل سازندهٔ زمین‌لرزه و صفحه عمود بر آن را (°۳۲، °۷۶، °۱۷۸-) یا (°۳۰۲، °۸۸، °۱۴-) و نوع گسل را «امتدادلغز» فرارسانده‌است.
شمار کشتگان زلزله حدود ۱ نفر بوده‌است.تعداد زخمیان ۱۰۸۷ نفر برآورده شده‌است.